# Carl Fors
Carl Fors, folkbokförd Karl Otto Johannes Fors, född 2 augusti 1896 i Norra Sandsjö församling, Jönköpings län, död 25 juni 1971 i Bodafors kyrkobokföringsdistrikt, Jönköpings län, var en svensk nämndeman och författare.
Carl Fors var son till Jonas Peter Fors och Anna Sofia Johannesdotter i Hornaryd, Norra Sandsjö, samt farbror till entreprenören och hembygdsforskaren Georg Fors. Carl Fors gav ut ett antal handböcker för skrivgöromål, deklarationer och juridiska spörsmål, vissa av böckerna gavs ut i ett 30-tal upplagor.
Han gifte sig 1927 med Ida Sjögren (1903–1977), dotter till kyrkoherden August Sjögren och Hilda, ogift Johansson. Deras son är prästen och författaren Jonas Fors (1927–1991).
Carl och Ida Fors är begravda på Norra Sandsjö kyrkogård.